# Come Out and Play (album av Twisted Sister)
Come Out and Play är Twisted Sisters fjärde studioalbum, utgivet den 9 november 1985. Alice Cooper medverkar på låten "Be Chrool to Your Scuel".

## Låtförteckning
Alla låtar är skrivna och komponerade av Dee Snider, utom "Leader of the Pack" av Ellie Greenwich, Shadow Morton och Jeff Barry. 
| 1. | Come Out and Play                          | 4:51 |
| 2. | Leader of the Pack (The Shangri-Las-cover) | 3:48 |
| 3. | You Want What We Got                       | 3:45 |
| 4. | I Believe in Rock 'n' Roll                 | 4:03 |
| 5. | The Fire Still Burns                       | 3:34 |

| 6.  | Be Chrool to Your Scuel (featuring Alice Cooper) | 3:53 |
| 7.  | I Believe in You                                 | 5:23 |
| 8.  | Out on the Streets                               | 4:27 |
| 9.  | Lookin' Out for #1                               | 3:07 |
| 10. | Kill or Be Killed                                | 2:47 |

| 11. | King of the Fools | 6:26 |

## Medverkande
- Dee Snider – sång, bakgrundssång
- Eddie "Fingers" Ojeda – sologitarr, kompgitarr, bakgrundssång
- Jay Jay French – kompgitarr, sologitarr, bakgrundssång
- Mark "The Animal" Mendoza – elbas, bakgrundssång
- A.J. Pero – trummor, percussion